# Delosperma tradescantioides
Delosperma tradescantioides là một loài thực vật có hoa trong họ Phiên hạnh. Loài này được (P.J.Bergius) L.Bolus mô tả khoa học đầu tiên năm 1927.